# كريستوفر دانيالز
كريستوفر دانيالز (بالإنجليزية: Christopher Daniels)‏ هو مصارع محترف أمريكي، ولد في 24 مارس 1971 في كالامازو في الولايات المتحدة.

## وصلات خارجية
- كريستوفر دانيالز على موقع WrestlingData.com (الإنجليزية)
- كريستوفر دانيالز على موقع CageMatch worker (الإنجليزية)
- كريستوفر دانيالز على موقع قاعدة بيانات المصارعة على الإنترنت (الإنجليزية)
- كريستوفر دانيالز على موقع عالم المصارعة على الإنترنت (الإنجليزية)
- كريستوفر دانيالز على موقع عالم المصارعة على الإنترنت (الإنجليزية)
- كريستوفر دانيالز على موقع IMDb (الإنجليزية)
- كريستوفر دانيالز على موقع قاعدة بيانات الفيلم (الإنجليزية)